# 림스치킨
림스치킨은 대한민국의 치킨 프렌차이즈 기업이다. 본사는 경기도 남양주시 화도읍 녹촌로 87-14 림스상사 가맹사업본부에 위치한다.

## 역사
1977년에 신세계백화점에서 치킨 프렌차이즈 첫선을 보였다. 그러나 당시에는 백화점 건물 지하에 치킨집이자 호프집으로 차림한 것이 시초이다. 1980년대부터 1990년대 사이에 걸쳐 인기 호황을 누렸으며, 1990년대 후반기 들어 외환 위기 이후에는 매출 및 점포를 급감하였으나 현재까지 운영되고 있다.

## 참고 사항
- 2017년 서울미래유산에 선정되었다.